# Route départementale 19 (Hautes-Pyrénées)
Pour les articles homonymes, voir Route départementale 19.
La route départementale 19, ou RD 19, est une route départementale des Hautes-Pyrénées reliant Ardengost à Saint-Lary-Soulan.

## Descriptif

### Longueur
L'itinéraire présente une longueur de 25,58 km.

### Nombre de voies
La RD 19 est sur la totalité de son tracé bidirectionnelle à deux voies.

### Tracé
La RD 19 traverse le département du nord au sud à partir du bourg d'Ardengost et rejoint la vallée du Rioumajou jusqu'à son extrémité à l'hospice du Rioumajou à la limite de l'Espagne.
Elle coupe la route départementale D 929 au niveau d'Arreau sud et du pont de Bazus.
Elle est entièrement dans le Pays des Nestes en vallée d'Aure.

## Communes traversées
- Ardengost
- Pailhac
- Fréchet-Aure
- Arreau (devant la mairie)
- Cadéac
- Grézian
- Bazus-Aure
- Guchan
- Vielle-Aure
- Saint-Lary-Soulan
- Tramezaïgues
- Saint-Lary-Soulan

## Gestion, entretien et exploitation

### Organisation territoriale
En 2021, les services routiers départementaux sont organisés en cinq agences techniques départementales et 25 centres d'exploitation qui ont pour responsabilité l’entretien et l’exploitation des routes départementales de leur territoire. 
La RD 19 dépend de l'agence des Pays des Nestes et du centre d'exploitation d'Arreau.

### Exploitation
En saison hivernale, le département publie une carte des conditions de circulation (C1 circulation normale, C2 délicate, C3 difficile, C4 impossible).

## Galerie

Sélection de vues des villages traversés.
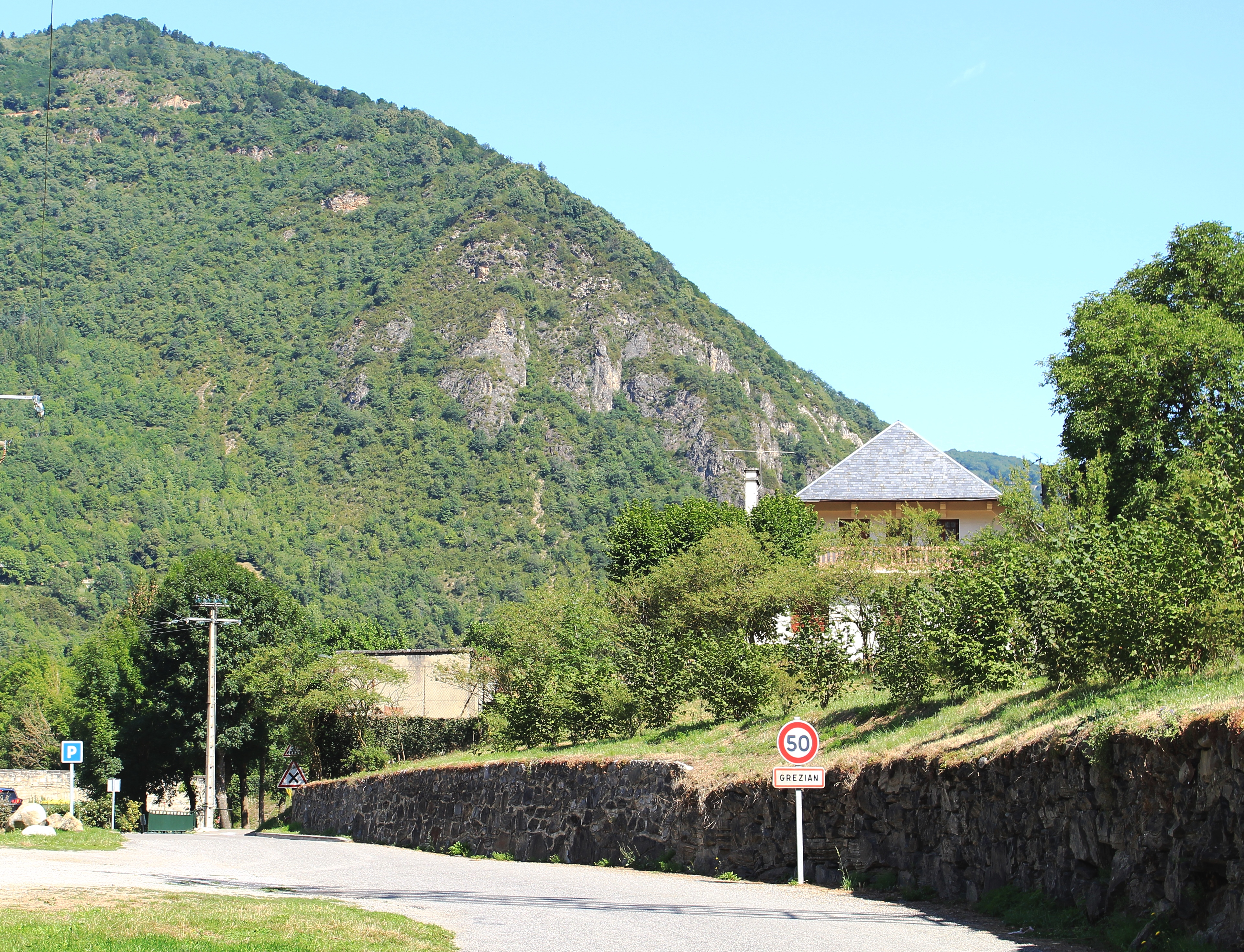
Entrée Sud de Grézian.
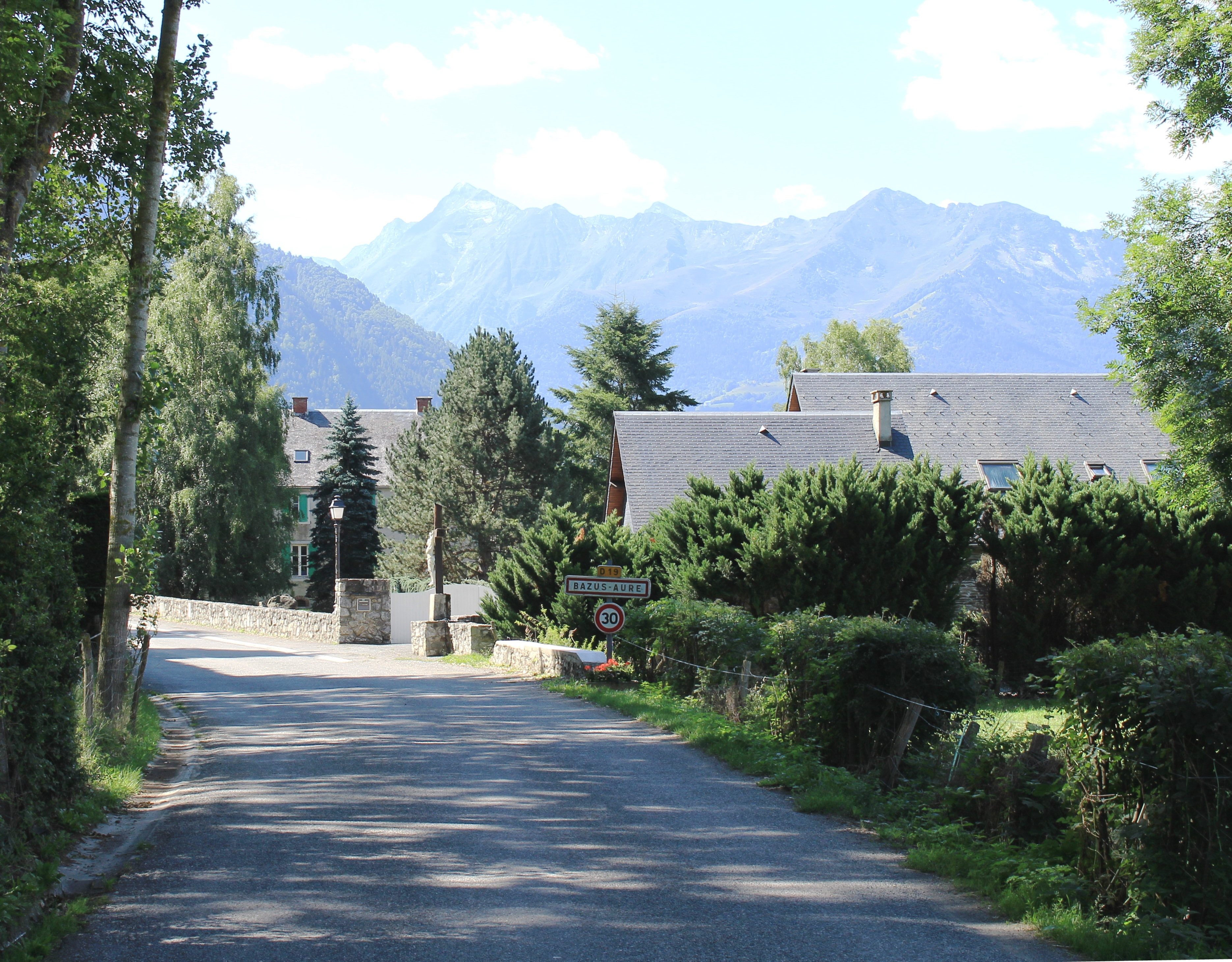
Entrée Nord de Bazus-Aure.
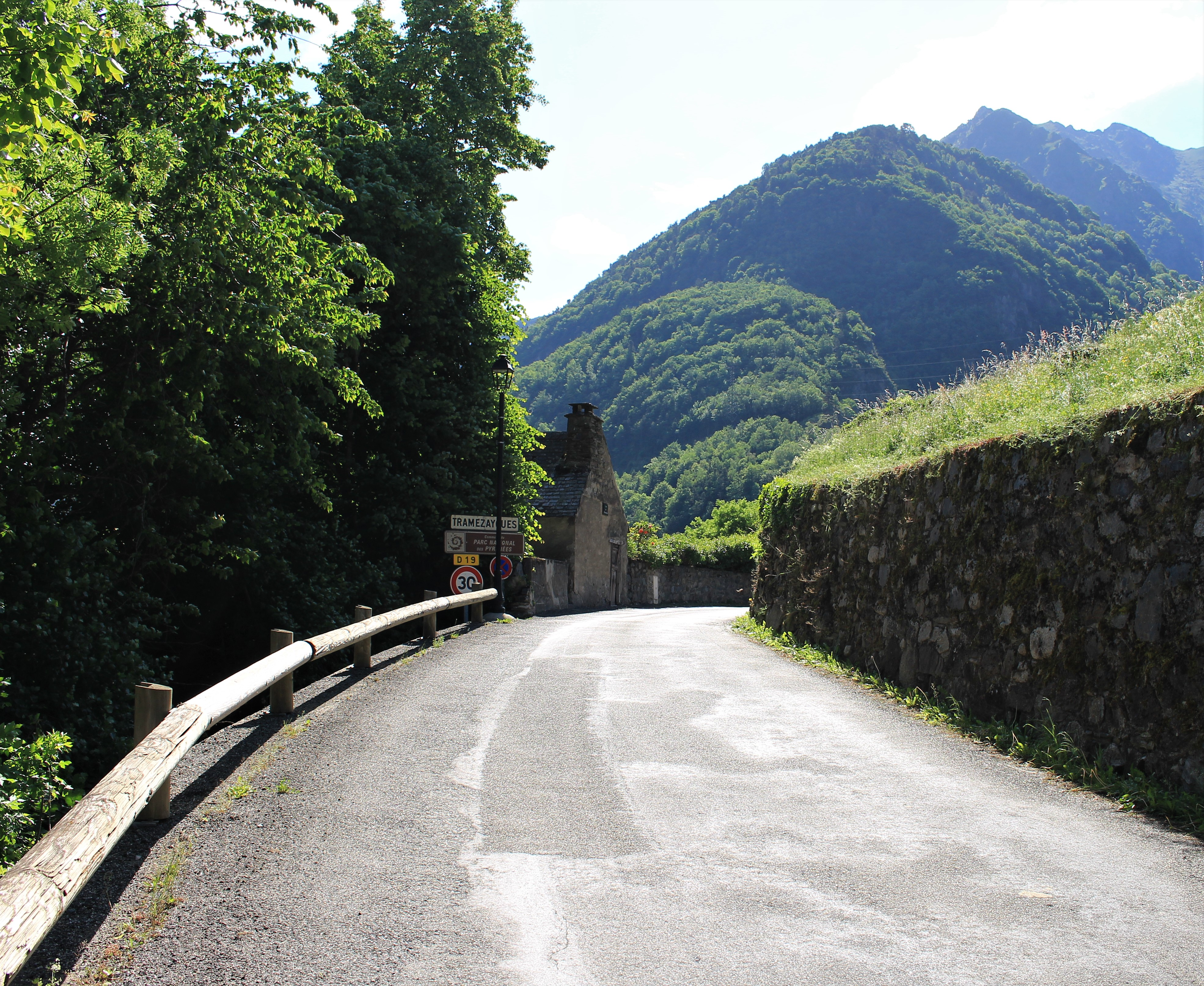
Entrée Ouest de Tramezaygues.